# 퀸스 파크 레인저스 FC
퀸즈 파크 레인저스 축구 클럽(영어: Queens Park Rangers Football Club)은 런던에 위치한 잉글랜드의 프로 축구 클럽이다. 줄여서 QPR이라고도 부른다. 2010-11 풋볼 리그 챔피언십에서 우승을 차지한 후 15년 만에 프리미어리그로 승격했었다. 1967년에는 리그 컵 우승을 차지하였으며, 1975-76 시즌엔 1부 리그 준우승을, 1982년엔 FA컵 준우승을 차지하였다.
퀸스 파크 레인저스는 1882년에 창단되었고, 전통적으로 파란색과 하얀색의 가로 줄무늬 유니폼을 입는다. 현재의 홈 구장인 로프터스 로드에 자리를 잡기까지 많은 경기장을 옮겨가며 경기를 치렀다. 서런던에 위치한 많은 클럽들과 라이벌 관계를 형성하고 있는데, 대표적인 라이벌로는 첼시, 풀럼, 브렌트퍼드가 있다.

## 선수단

### 현재 선수 명단
2025년 4월 7일 기준
참고: FIFA 자격 규정에 따라 소속된 국가대표팀 국기를 표시합니다. 선수는 복수의 FIFA 비회원국 국적을 가지고 있을 수 있습니다.
| 번호 | 포지션 | 국적       | 이름              |
| ---- | ------ | ---------- | ----------------- |
| 1    | GK     |            | 폴 나르디         |
| 3    | DF     | 아일랜드   | 지미 던           |
| 4    | MF     | 잉글랜드   | 잭 콜백           |
| 5    | DF     | 잉글랜드   | 스티브 쿡         |
| 6    | DF     | 잉글랜드   | 제이크 클라크솔터 |
| 7    | MF     | 스코틀랜드 | 카라모코 뎀벨레   |
| 8    | MF     | 잉글랜드   | 샘 필드           |
| 10   | MF     | 모로코     | 일리아스 샤이르   |
| 11   | FW     | 북아일랜드 | 폴 스미스         |
| 14   | MF     |            | 사이토 고키       |
| 15   | DF     | 웨일스     | 모건 폭스         |
| 17   | DF     | 잉글랜드   | 로니 에드워즈     |
| 18   | FW     | 슬로베니아 | 잔 첼라르         |
| 19   | MF     | 잉글랜드   | 엘리야 딕슨보너   |
| 20   | DF     | 스코틀랜드 | 해리슨 애슈비     |
| 22   | DF     | 수리남     | 케네스 팔         |

| 번호 | 포지션 | 국적   | 이름          |
| ---- | ------ | ------ | ------------- |
| 41   | GK     | 웨일스 | 네이선 쉐퍼드 |
| 47   | FW     |        | 양민혁        |

### 임대 중인 선수
참고: FIFA 자격 규정에 따라 소속된 국가대표팀 국기를 표시합니다. 선수는 복수의 FIFA 비회원국 국적을 가지고 있을 수 있습니다.
| 번호 | 포지션 | 국적     | 이름                               |
| ---- | ------ | -------- | ---------------------------------- |
| 28   | DF     | 잉글랜드 | 조 구빈스 (애크링턴 스탠리로 임대) |
| —    | GK     | 잉글랜드 | 머피 마호니 (스윈던 타운으로 임대) |

### 영구 결번
참고: FIFA 자격 규정에 따라 소속된 국가대표팀 국기를 표시합니다. 선수는 복수의 FIFA 비회원국 국적을 가지고 있을 수 있습니다.
| 번호 | 포지션 | 국적     | 이름      |
| ---- | ------ | -------- | --------- |
| 31   | FW     | 잉글랜드 | 레이 존스 |

## 역대 감독
| 감독          | 임기        |
| ------------- | ----------- |
| 테리 베너블스 | 1980 ~ 1984 |
| 레이 윌킨스   | 1994 ~ 1996 |
| 파울루 소자   | 2008 ~ 2009 |
| 해리 레드냅   | 2012 ~ 2015 |

## 수상

### 리그
- 1부 디비전 (1부)
  - 준우승: 1975–76

- 2부 디비전 / 챔피언십 (2부)
  - 우승: 1982–83, 2010–11
  - 2위 승격: 1967–68, 1972–73
  - 플레이오프 우승: 2014

- 3부 디비전 / 리그 원 (3부)
  - 우승: 1947–48, 1966–67
  - 2위 승격: 2003–04

- 서던 리그
  - 우승: 1907–08, 1911–12

- 웨스턴 리그
  - 우승: 1905–06

### 컵
- FA컵
  - 준우승: 1981–82

- 리그컵
  - 우승: 1966–67
  - 준우승: 1985–86

- FA 채리티 실드
  - 준우승: 1908, 1912